# Channagiri
Channagiri är en ort i Indien.   Den ligger i distriktet Davanagere och delstaten Karnataka, i den södra delen av landet, 1 600 km söder om huvudstaden New Delhi. Channagiri ligger 691 meter över havet och antalet invånare är 20 376.
Terrängen runt Channagiri är platt, och sluttar norrut. Runt Channagiri är det tätbefolkat, med 276 invånare per kvadratkilometer. Det finns inga andra samhällen i närheten. Omgivningarna runt Channagiri är en mosaik av jordbruksmark och naturlig växtlighet.